# Уайт-Шарк-Кафе
Уайт-Шарк-Кафе (от англ. White shark cafe — «кафе белых акул») — область в центральной части Тихого океана, в которой зимой и весной отмечается значительное скопление особей белой акулы, обычно обитающей у берегов. Координаты: 23°22′ с. ш. 132°43′ з. д.
Область на полпути от Нижней Калифорнии (Мексика) до Гавайев получила своё неофициальное название в ходе исследований с применением меток и спутникового слежения, которые проводились в 2002 году калифорнийским научно-исследовательским институтом «Монтерей Бей Аквариум» (MBARI).
Эту область ранее не рассматривали как среду обитания акул, но при анализе данных спутникового слежения исследователи обнаружили, что представители вида белая акула часто совершают путешествия и задерживаются в этом районе. Так как самцы и самки белой акулы были замечены там, одной из первых была гипотеза, что это место спаривания. В ходе дальнейших исследований было установлено, что акулы нерепродуктивного возраста также совершают путешествия в этот район, что свидетельствует о том, что путешествие служит другой цели.
По новым данным, причиной прибытия в район акул является обилие пищи в период с декабря до конца весны; при этом вертикальные передвижения акул в толще воды совпадают с передвижением потенциальной добычи: днём акулы ныряют на глубину до 1000 м, а ночью глубина погружения не превышает 200 м.